# Uncovered heart
Uncovered heart is het debuutalbum van de Zweedse muziekgroep Cross. Leider Hansi Cross en Benny Hadders waren afkomstig uit Von Lyx en Voodoo en kozen een meer progressieve kant van de rockmuziek. Het album is opgenomen in de studio van Kroon en de Lyxvax studio van Hansi Cross. Het bleek het begin van een trilogie.

## Musici
Cross:
- Hansi Cross – zangstem, akoestische en elektrische gitaar, toetsinstrumenten
- Jonas Olson – basgitaar
- Benny Hadders – slagwerk, percussie

met:
- Pär Villsé – zang
- Kent Kroon – gitaar
- Christian André - toetsinstrumenten

## Muziek
| Nr. | Titel                   | Duur |
| --- | ----------------------- | ---- |
| 1.  | Spellbound              | 5:07 |
| 2.  | Better than ever        | 4:41 |
| 3.  | Entangled               | 1:19 |
| 4.  | Charade on a razorblade | 5:54 |
| 5.  | Flag of convenience     | 5:52 |
| 6.  | Run for rescue          | 5:00 |
| 7.  | Uncovered heart         | 7:33 |
| 8.  | Timewaves (bonus op cd) | 6:13 |

Voorafgaand aan het album verscheen een 12”-single met Charade, Walking in a shadow en Flag of convenience.